# Leagues Cup de 2023 – Fase de grupos
A Fase de grupos da Copa das Ligas de 2023 é disputada entre 21 de julho de 2023 e 31 de julho de 2023. Um total de 45 times competem na fase de grupos para decidir as 30 das 32 vagas na fase eliminatória da Copa das Ligas de 2023.

## Formato
Em cada um dos 15 grupos, as equipes jogam entre si no formato "round-robin". As duas primeiras equipes de cada grupo avançam para a Rodada de 32.
Além das equipes que recebem "byes", as 15 melhores equipes restantes de cada liga serão colocadas em grupos na ordem inversa (por exemplo, o 2º classificado da MLS é sorteado contra o 16º classificado da Liga MX. As equipes restantes (13 MLS e 2 Liga MX) foram sorteados em grupos e divididos em regiões geográficas.

### Critérios de desempate
As equipes são classificadas de acordo com os pontos (3 pontos por vitória no regulamento, 2 pontos por vitória na disputa por pênaltis, 1 ponto por derrota na disputa de pênaltis, 0 ponto por derrota no regulamento).

## Oeste
Os horários estão em ETZ, conforme listados pela CONCACAF.

### Oeste 1
| Pos | Equipe               | Pts | J | V | E | D | GP | GC | SG | Classificado |  | UAN | PTI | SJE |
| --- | -------------------- | --- | - | - | - | - | -- | -- | -- | ------------ |  | --- | --- | --- |
| 1   | Tigres UANL          | 6   | 2 | 2 | 0 | 0 | 3  | 1  | +2 | Próxima fase |  | —   | 2–1 | 1–0 |
| 2   | Portland Timbers     | 3   | 2 | 1 | 0 | 1 | 3  | 2  | +1 | Próxima fase |  | 1–2 | —   | 2–0 |
| 3   | San José Earthquakes | 0   | 2 | 0 | 0 | 2 | 0  | 3  | −3 |              |  | 0–1 | 0–2 | —   |

| 22 de julho | Portland Timbers       | 2 – 0     | San José Earthquakes | Providence Park, Portland                   |
| 22:00       | Evander 33' · Mora 86' | Relatório |                      | Público: 21 137 Árbitro: MEX Víctor Cáceres |

| 26 de julho | Tigres UANL             | 2 – 1     | Portland Timbers | Providence Park, Portland                 |
| 22:00       | Gignac 42' · Angulo 80' | Relatório | Evander 24'      | Público: 21 755 Árbitro: GUA Walter López |

| 30 de julho | Tigres UANL | –         | Portland Timbers | PayPal Park, San José |
| 23:00       |             | Relatório |                  |                       |

### Oeste 2
| Pos | Equipe           | Pts | J | V | E | D | GP | GC | SG | Classificado |  | MTR | RSL | SEA |
| --- | ---------------- | --- | - | - | - | - | -- | -- | -- | ------------ |  | --- | --- | --- |
| 1   | Monterrey        | 6   | 2 | 2 | 0 | 0 | 7  | 2  | +5 | Próxima fase |  | —   | 3–0 | 4–2 |
| 2   | Real Salt Lake   | 3   | 2 | 1 | 0 | 1 | 3  | 3  | 0  | Próxima fase |  | 0–3 | —   | 3–0 |
| 3   | Seattle Sounders | 0   | 2 | 0 | 0 | 2 | 2  | 7  | −5 |              |  | 2–4 | 0–3 | —   |

| 22 de julho | Real Salt Lake                        | 3 – 0     | Seattle Sounders | America First Field, Sandy                     |
| 21:30       | Savarino 48' · Arango 51' · Rubin 88' | Relatório |                  | Público: 10 507 Árbitro: MEX Guillermo Pacheco |

| 26 de julho | Monterrey                           | 3 – 0     | Real Salt Lake | America First Field, Sandy                   |
| 21:30       | Glad 8' (g.c.) · Berterame 13', 74' | Relatório |                | Público: 20 734 Árbitro: USA Rosendo Mendoza |

| 30 de julho | Monterrey | –         | Seattle Sounders | Lumen Field, Seattle |
| 21:00       |           | Relatório |                  |                      |

### Oeste 3
Oeste 3
| Pos | Equipe              | Pts | J | V | E | D | GP | GC | SG | Classificado |  | LEO | VWH | LAG |
| --- | ------------------- | --- | - | - | - | - | -- | -- | -- | ------------ |  | --- | --- | --- |
| 1   | León                | 4   | 2 | 1 | 1 | 0 | 3  | 2  | +1 | Próxima fase |  | —   | 2–2 | 1–0 |
| 2   | Vancouver Whitecaps | 4   | 2 | 1 | 1 | 0 | 4  | 3  | +1 | Próxima fase |  | 2–2 | —   | 2–1 |
| 3   | LA Galaxy           | 0   | 2 | 0 | 0 | 2 | 1  | 3  | −2 |              |  | 0–1 | 1–2 | —   |

| 21 de julho | Vancouver Whitecaps | 2 – 2     | León                       | BC Place, Vancouver                            |
| 22:30       | Córdova 44', 57'    | Relatório | Moreno 23' · Hernández 77' | Público: 17 391 Árbitro: MEX Fernando Guerrero |

| |         | Penalidades |  |
| Gauld Caicedo Cubas Martins White Blackmon Veselinović Laborda Becher Teibert Takaoka Gauld Caicedo White Veselinović Blackmon Becher Cubas Martins | 15 – 16 | Frías Ramírez Hernández Sánchez Rubio Rodríguez Tesillo Ambríz Romero Barreiro Cota Frías Hernández Romero Tesillo Rubio Ramírez Rodríguez Sánchez |  |

| 25 de julho | LA Galaxy | 0 – 1     | León     | Dignity Health Sports Park, Carson         |
| 22:30       |           | Relatório | Mena 58' | Público: 20 776 Árbitro: CRC Juan Calderón |

| 29 de julho | LA Galaxy | –         | Vancouver Whitecaps | Dignity Health Sports Park, Carson |
| 22:30       |           | Relatório |                     |                                    |

## Central
Os horários estão em ETZ, conforme listados pela CONCACAF.
Central 1
| Pos | Equipe            | Pts | J | V | E | D | GP | GC | SG | Classificado |  | COL | AME | SLC |
| --- | ----------------- | --- | - | - | - | - | -- | -- | -- | ------------ |  | --- | --- | --- |
| 1   | Columbus Crew     | 6   | 2 | 2 | 0 | 0 | 6  | 2  | +4 | Próxima fase |  | —   | 4–1 | 2–1 |
| 2   | América           | 3   | 2 | 1 | 0 | 1 | 5  | 4  | +1 | Próxima fase |  | 1–4 | —   | 4–0 |
| 3   | St. Louis City SC | 0   | 2 | 0 | 0 | 2 | 1  | 6  | −5 |              |  | 1–2 | 0–4 | —   |

| 23 de julho | Columbus Crew | –         | St. Louis City SC | Lower.com Field, Columbus |
| 19:30       |               | Relatório |                   |                           |

| 27 de julho | St. Louis City SC | –         | América | Citypark, St. Louis |
| 22:00       |                   | Relatório |         |                     |

| 31 de julho | Columbus Crew | –         | América | Lower.com Field, Columbus |
| 20:00       |               | Relatório |         |                           |

Central 2
| Pos | Equipe           | Pts | J | V | E | D | GP | GC | SG | Classificado |  | CHF | MIN | PUE |
| --- | ---------------- | --- | - | - | - | - | -- | -- | -- | ------------ |  | --- | --- | --- |
| 1   | Chicago Fire     | 4   | 2 | 1 | 1 | 0 | 4  | 3  | +1 | Próxima fase |  | —   | 3–2 | 1–1 |
| 2   | Minnesota United | 3   | 2 | 1 | 0 | 1 | 6  | 3  | +3 | Próxima fase |  | 2–3 | —   | 4–0 |
| 3   | Puebla           | 1   | 2 | 0 | 1 | 1 | 1  | 5  | −4 |              |  | 1–1 | 0–4 | —   |

| 23 de julho | Puebla | –         | Minnesota United | Allianz Field, Saint Paul |
| 21:00       |        | Relatório |                  |                           |

| 27 de julho | Minnesota United | –         | Chicago Fire | Allianz Field, Saint Paul |
| 20:30       |                  | Relatório |              |                           |

| 31 de julho | Puebla | –         | Chicago Fire | SeatGeek Stadium, Bridgeview |
| 20:30       |        | Relatório |              |                              |

Central 3
| Pos | Equipe               | Pts | J | V | E | D | GP | GC | SG | Classificado |  | CIN | SKC | GUA |
| --- | -------------------- | --- | - | - | - | - | -- | -- | -- | ------------ |  | --- | --- | --- |
| 1   | Cincinnati           | 4   | 2 | 1 | 1 | 0 | 6  | 4  | +2 | Próxima fase |  | —   | 3–3 | 3–1 |
| 2   | Sporting Kansas City | 4   | 2 | 1 | 1 | 0 | 4  | 3  | +1 | Próxima fase |  | 3–3 | —   | 1–0 |
| 3   | Chivas Guadalajara   | 0   | 2 | 0 | 0 | 2 | 1  | 4  | −3 |              |  | 1–3 | 0–1 | —   |

| 23 de julho | Cincinnati | –         | Sporting Kansas City | TQL Stadium, Cincinnati |
| 19:30       |            | Relatório |                      |                         |

| 27 de julho | Chivas Guadalajara | –         | Cincinnati | TQL Stadium, Cincinnati |
| 20:00       |                    | Relatório |            |                         |

| 31 de julho | Chivas Guadalajara | –         | Sporting Kansas City | Children's Mercy Park, Kansas City |
| 22:00       |                    | Relatório |                      |                                    |

Central 4
| Pos | Equipe          | Pts | J | V | E | D | GP | GC | SG | Classificado |  | TOL | NSH | CRA |
| --- | --------------- | --- | - | - | - | - | -- | -- | -- | ------------ |  | --- | --- | --- |
| 1   | Toluca          | 6   | 2 | 2 | 0 | 0 | 8  | 4  | +4 | Próxima fase |  | —   | 4–3 | 4–1 |
| 2   | Nashville SC    | 3   | 2 | 1 | 0 | 1 | 5  | 5  | 0  | Próxima fase |  | 3–4 | —   | 2–1 |
| 3   | Colorado Rapids | 0   | 2 | 0 | 0 | 2 | 2  | 6  | −4 |              |  | 1–4 | 1–2 | —   |

| 23 de julho | Nashville SC | –         | Colorado Rapids | GEODIS Park, Nashville |
| 20:30       |              | Relatório |                 |                        |

| 27 de julho | Nashville SC | –         | Toluca | GEODIS Park, Nashville |
| 20:30       |              | Relatório |        |                        |

| 31 de julho | Toluca | –         | Colorado Rapids | DSG Park, Commerce City |
| 21:30       |        | Relatório |                 |                         |

## Sul
Os horários estão em ETZ, conforme listados pela CONCACAF.
Sul 1
| Pos | Equipe    | Pts | J | V | E | D | GP | GC | SG | Classificado |  | MAZ | JUA | AUS |
| --- | --------- | --- | - | - | - | - | -- | -- | -- | ------------ |  | --- | --- | --- |
| 1   | Mazatlán  | 4   | 2 | 1 | 1 | 0 | 4  | 2  | +2 | Próxima fase |  | —   | 1–1 | 3–1 |
| 2   | Juárez    | 4   | 2 | 1 | 1 | 0 | 4  | 2  | +2 | Próxima fase |  | 1–1 | —   | 3–1 |
| 3   | Austin FC | 0   | 2 | 0 | 0 | 2 | 2  | 6  | −4 |              |  | 1–3 | 1–3 | —   |

| 21 de julho | Austin FC | –         | Mazatlán | Q2 Stadium, Austin |
| 22:00       |           | Relatório |          |                    |

| 25 de julho | Mazatlán | –         | Juárez | Q2 Stadium, Austin |
| 20:30       |          | Relatório |        |                    |

| 29 de julho | Austin FC | –         | Juárez | Q2 Stadium, Austin |
| 20:30       |           | Relatório |        |                    |

Sul 2
| Pos | Equipe         | Pts | J | V | E | D | GP | GC | SG | Classificado |  | ORL | HDY | SLA |
| --- | -------------- | --- | - | - | - | - | -- | -- | -- | ------------ |  | --- | --- | --- |
| 1   | Orlando City   | 4   | 2 | 1 | 1 | 0 | 4  | 3  | +1 | Próxima fase |  | —   | 1–1 | 3–2 |
| 2   | Houston Dynamo | 2   | 2 | 0 | 2 | 0 | 3  | 3  | 0  | Próxima fase |  | 1–1 | —   | 2–2 |
| 3   | Santos Laguna  | 1   | 2 | 0 | 1 | 1 | 4  | 5  | −1 |              |  | 2–3 | 2–2 | —   |

| 21 de julho | Orlando City | –         | Houston Dynamo | Exploria Stadium, Orlando |
| 19:30       |              | Relatório |                |                           |

| 25 de julho | Santos Laguna | –         | Houston Dynamo | Shell Energy Stadium, Houston |
| 20:00       |               | Relatório |                |                               |

| 29 de julho | Santos Laguna | –         | Orlando City | Exploria Stadium, Orlando |
| 19:30       |               | Relatório |              |                           |

Sul 3
| Pos | Equipe         | Pts | J | V | E | D | GP | GC | SG | Classificado |  | INT | CRU | ATL |
| --- | -------------- | --- | - | - | - | - | -- | -- | -- | ------------ |  | --- | --- | --- |
| 1   | Inter Miami    | 6   | 2 | 2 | 0 | 0 | 6  | 1  | +5 | Próxima fase |  | —   | 2–1 | 4–0 |
| 2   | Cruz Azul      | 1   | 2 | 0 | 1 | 1 | 2  | 3  | −1 | Próxima fase |  | 1–2 | —   | 1–1 |
| 3   | Atlanta United | 1   | 2 | 0 | 1 | 1 | 1  | 5  | −4 |              |  | 0–4 | 1–1 | —   |

| 21 de julho | Cruz Azul  | 1 – 2     | Inter Miami                 | DRV PNK Stadium, Fort Lauderdale           |
| 20:30       | Antuna 65' | Relatório | R. Taylor 44' · Messi 90+4' | Público: 20 512 Árbitro: HON Saíd Martínez |

| 25 de julho | Inter Miami                        | 4 – 0     | Atlanta United | DRV PNK Stadium, Fort Lauderdale           |
| 19:30       | Messi 8', 22' · R. Taylor 44', 53' | Relatório |                | Público: 19 758 Árbitro: GTM Mário Escobar |

| 29 de julho | Cruz Azul | –            | Atlanta United | Mercedes-Benz Stadium, Atlanta |
| 20:00       |           | [ Relatório] |                |                                |

Sul 4
| Pos | Equipe       | Pts | J | V | E | D | GP | GC | SG | Classificado |  | CHA | DAL | NEC |
| --- | ------------ | --- | - | - | - | - | -- | -- | -- | ------------ |  | --- | --- | --- |
| 1   | Charlotte FC | 4   | 2 | 1 | 1 | 0 | 6  | 3  | +3 | Próxima fase |  | —   | 2–2 | 4–1 |
| 2   | FC Dallas    | 4   | 2 | 1 | 1 | 0 | 5  | 2  | +3 | Próxima fase |  | 2–2 | —   | 3–0 |
| 3   | Necaxa       | 0   | 2 | 0 | 0 | 2 | 1  | 7  | −6 |              |  | 1–4 | 0–3 | —   |

| 21 de julho | FC Dallas | –         | Charlotte FC | Toyota Stadium, Frisco |
| 20:30       |           | Relatório |              |                        |

| 25 de julho | FC Dallas | –         | Necaxa | Toyota Stadium, Frisco |
| 20:30       |           | Relatório |        |                        |

| 29 de julho | Necaxa | –         | Charlotte FC | Bank of America Stadium, Charlotte |
| 19:30       |        | Relatório |              |                                    |